# 土肥原贤二
土肥原贤二（日语：／〔〕 Doihara Kenji、1883年8月8日—1948年12月23日），日本帝国昭和时代的陆军大将。从1913年起在中國策划从事侵略活动，有“帝国陆军头号中国通”之称，参与策划了九一八事变，扶植清遜帝溥仪在中国东北地区成立傀儡政权“满洲国”，後指揮支那駐屯軍入侵华北地区。由於在日軍侵華戰爭中发挥核心作用，經远东国际军事法庭列为甲级战犯，在东京审判中被处以绞刑。

## 生涯
1883年（明治16年）8月8日出生于岡山縣岡山市。青山小學校、仙台陸軍幼年學校、陸軍中央幼年學校等校毕业。1904年10月自日本陸軍士官學校16期毕业。在步兵第15聯隊、第49聯隊任职。1912年11月自日本陸軍大學校24期毕业。
从陆大毕业时由參謀本部派往中国北京的坂西机关，为坂西利八郎特务机关长做助理。土肥原长期在中国后来成为日本陆军中有名的“中国通”。
1924年的直奉战争中策动阴谋暗助奉系军阀张作霖。1928年3月，土肥原出任奉系督軍张作霖的顾问。因张作霖不能满足日本在中国东北地区的特殊权益，土肥原配合关东军高级参谋河本大作大佐策划1928年6月4日皇姑屯事件，以除掉张作霖。1931年3月任天津特务机关长。1931年8月任奉天特务机关长，土肥原贤二与关东军参谋板垣征四郎、石原莞尔、花谷正等人一同参与策划了九一八事变。事变后，曾一度任奉天临时市长。后将隐居在天津的溥仪带出，扶植其在中国东北地区成立傀儡政权满洲国。
1935年6月，在察哈尔阴谋策动“张北事件”，以此事件为借口逼迫中國政府签署《秦土协定》，取得了察哈尔大部主权。1935年10月，策划华北自治运动，在河北扶植殷汝耕成立由日本控制的冀东防共自治政府。
1937年3月任第14师团长，1937年七七事变后，他指挥日军第14師團入侵中国华北地区沿平汉铁路作战。1938年5月在徐州会战中，第14师团从濮阳南渡黄河包抄徐州第五戰區中国军队的后方，截断陇海铁路向西的交通，在兰封会战中击溃国民革命军二十七军桂永清部，由于战线崩溃，随后迫使民国政府在花园口黄河决堤以阻滞日军突进。1938年6月担任参謀本部在上海设立的土肥原機關首長，該特務機關成立後，在土肥原的主持下，先後對唐紹儀、吳佩孚、靳雲鵬做拉拢工作。
1939年5月任关东军所属的第5軍司令官。1940年任軍事参議官兼任陸軍士官学校校長。1941年4月28日晋升陆军大将，曾担任陆军航空总监。1944年以后先后任第7方面军、第12方面军司令官。
第二次世界大战结束后，土肥原贤二被驻日盟军总司令部下令逮捕。1948年11月12日，远东国际军事法庭（东京审判）判定其為甲级战犯，判处绞刑，12月23日在东京巢鸭监狱执行绞刑时，抽签抽到第一个接受绞刑。

## 年譜

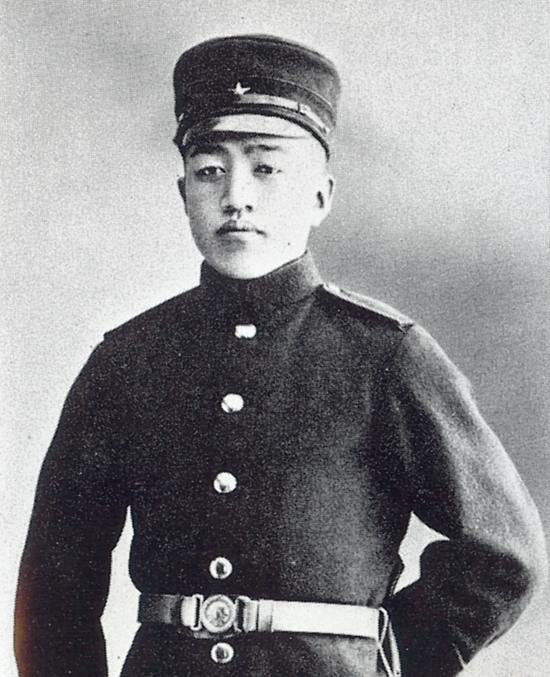
陸軍幼年學校時代的土肥原。　(1903年)

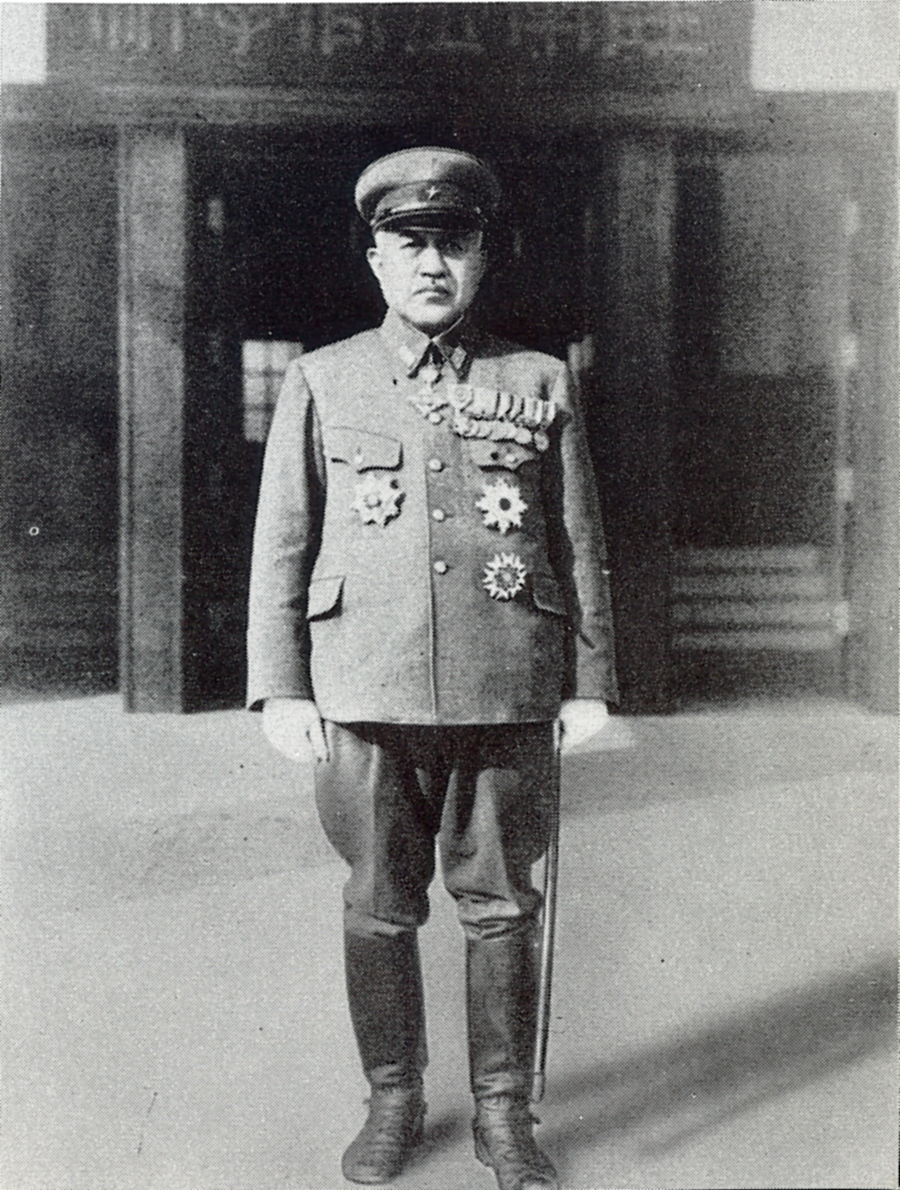
陸軍士官學校長時代的土肥原(1940年頃)

- 1904年（明治37年）10月 - 日本陸軍士官學校畢業（新制第16期）。
  - 11月 – 晉升少尉。步兵第15聯隊附。
- 1905年（明治38年）4月 - 步兵第49聯隊附。
- 1907年（明治40年）6月 - 步兵第15聯隊附。
  - 12月 – 晉升中尉。
- 1912年（大正元年）11月 - 日本陸軍大學校畢業（第24期）。
- 1913年（大正2年）1月 - 参謀本部 參謀附（駐在北京）。
  - 8月 – 晉升大尉。
- 1918年（大正7年）6月 – 參謀本部員。
- 1919年（大正8年）7月 – 晉升少佐。
- 1920年（大正9年）1月 – 參謀本部員。
  - 4月 - 步兵第25聯隊大隊長。參謀本部參謀官（出差蘇聯远东共和国、中國。）
- 1921年（大正10年）6月 – 出差歐美。
- 1922年（大正11年）8月 – 參謀本部員。
  - 12月 – 參謀本部附（出差中國。板西機關補佐官。）
- 1923年（大正12年）8月 -晉升中佐。
- 1926年（大正15年）3月 - 步兵第2聯隊附。
- 1927年（昭和2年）3月 - 步兵第3聯隊附。
  - 4月 - 出差中國。
  - 7月26日 – 晉升大佐。第1师团司令部軍官。
- 1928年（昭和3年）3月20日 - 奉天督軍顧問。
- 1929年（昭和4年）3月16日 - 步兵第30聯隊長。
- 1931年（昭和6年）3月 – 出差中國。土肥原賢二 1930年代

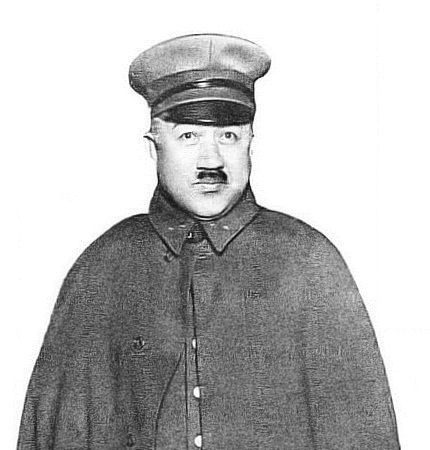
土肥原賢二 1930年代

  - 7月26日 - 關東軍司令部軍官（奉天特務機關長）。
- 1932年（昭和7年）1月26日 – 關東軍司令部軍官（哈爾濱市特務機關長）。
  - 4月11日 – 晉升少將。步兵第9旅團長。再也未回滿洲。
- 1933年（昭和8年）10月16日 - 關東軍司令部附（奉天特務機關長）。
- 1936年（昭和11年）3月7日 – 晉升中將。第12師團司令部軍官。
  - 3月23日 – 第1師團留守司令官。
- 1937年（昭和12年）3月1日 - 第14師團長。
- 1938年（昭和13年）6月18日 – 參謀本部附。授命為大本營仰付（土肥原機關長）。
- 1939年（昭和14年）5月19日 - 第5軍司令官。
- 1940年（昭和15年）6月 – 參謀本部附。
  - 9月28日 - 軍事參議官。
  - 10月28日 – 日本陸軍士官學校校長（兼任）。
- 1941年（昭和16年）4月28日 – 晉升陸軍大將。
  - 6月9日 - 陸軍航空總監。
- 1943年（昭和18年）5月1日 - 東部軍司令官。
- 1944年（昭和19年）3月22日 - 新加坡第7方面軍司令官。
- 1945年（昭和20年）4月7日 - 教育總監。
  - 8月25日 - 第12方面軍司令官兼東部軍管區司令官。
  - 9月24日 - 第1總軍司令官（兼任）。
  - 10月1日 - 軍事參議官。
  - 11月30日 -編入預備役。
  - 之後，土肥原賢二被駐日盟軍總司令部下令逮捕。

- 1948年（昭和23年）

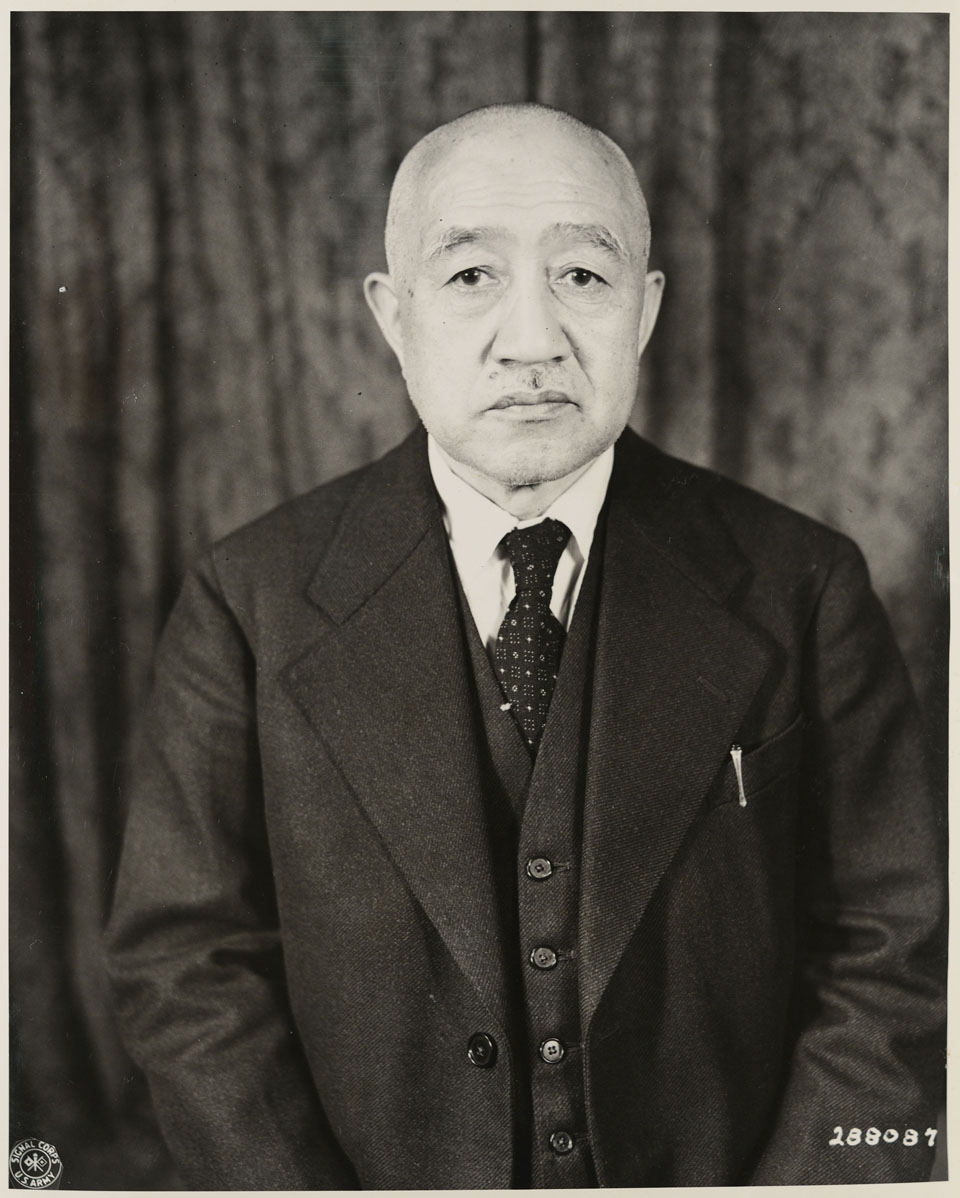
被判甲級戰犯的土肥原賢二

  - 11月12日 - 被遠東國際軍事法庭（東京審判）判為甲級戰犯，判處絞刑。
  - 12月23日 - 在东京巢鸭监狱执行绞刑时，抽签抽到第一个接受绞刑。
- 1978年（昭和53年）10月 - 被靖國神社合祀，並被祀於殉國七士廟。

## 評價
土肥原賢二是當時日本的「中国通」，他熟讀《三國》、《水滸傳》，了解中國民族性，因此土肥原重信義、尚承諾也是為人所知。抗日名將馬山即認為土肥原不騙人；宋哲元也评价土肥原說話算話；德王痛罵日本人時如果扯到土肥原上，便說「他懂，他懂，他說話算話」。
土肥原有兩個外號，中國人叫他“土匪原”、西方人稱為“满洲的勞倫斯”。

## 家庭
- 歌人佐伯裕子為土肥原贤二的孫女。

## 外部連結
- Declassified Documents--RG 263: Name File （页面存档备份，存于）
- CIA Records - Name Files （页面存档备份，存于）
- Research Aid: Cryptonyms and Terms in Declassified CIA Files  Nazi War Crimes and Japanese Imperial Government Records Disclosure Acts （页面存档备份，存于）